# أحمد عبد الرضا
أحمد عبد الرضا وهو لاعب كرة قدم عراقي محترف، من مواليد (2 ابريل 1997)، يلعب كخط وسط لنادي النفط الرياضي.

## روابط خارجية
- أحمد عبد الرضا على موقع ناشيونال فوتبول تيمز (الإنجليزية)
- أحمد عبد الرضا على موقع Soccerway.com (الإنجليزية)
- أحمد عبد الرضا على موقع كووورة